# Gemaal Dongerdielen
Gemaal Dongerdielen is een gemaal bij de Friese plaats Ezumazijl.
Het gemaal werd in 1931 gebouwd tijdens de vernieuwing van de Sluis Ezumazijl. Het water gaat via de Raskes naar het Lauwersmeer.
In dezelfde tijd is ook de sluis vergroot en vernieuwd.
Het gemaal heeft drie pompen, die elke minuut samen bijna 1 miljoen liter water uit de polder het Lauwersmeer in kunnen pompen. In 1979 is het gemaal geautomatiseerd. Wanneer het water op een bepaalde hoogte staat, beginnen de pompen automatisch te werken.

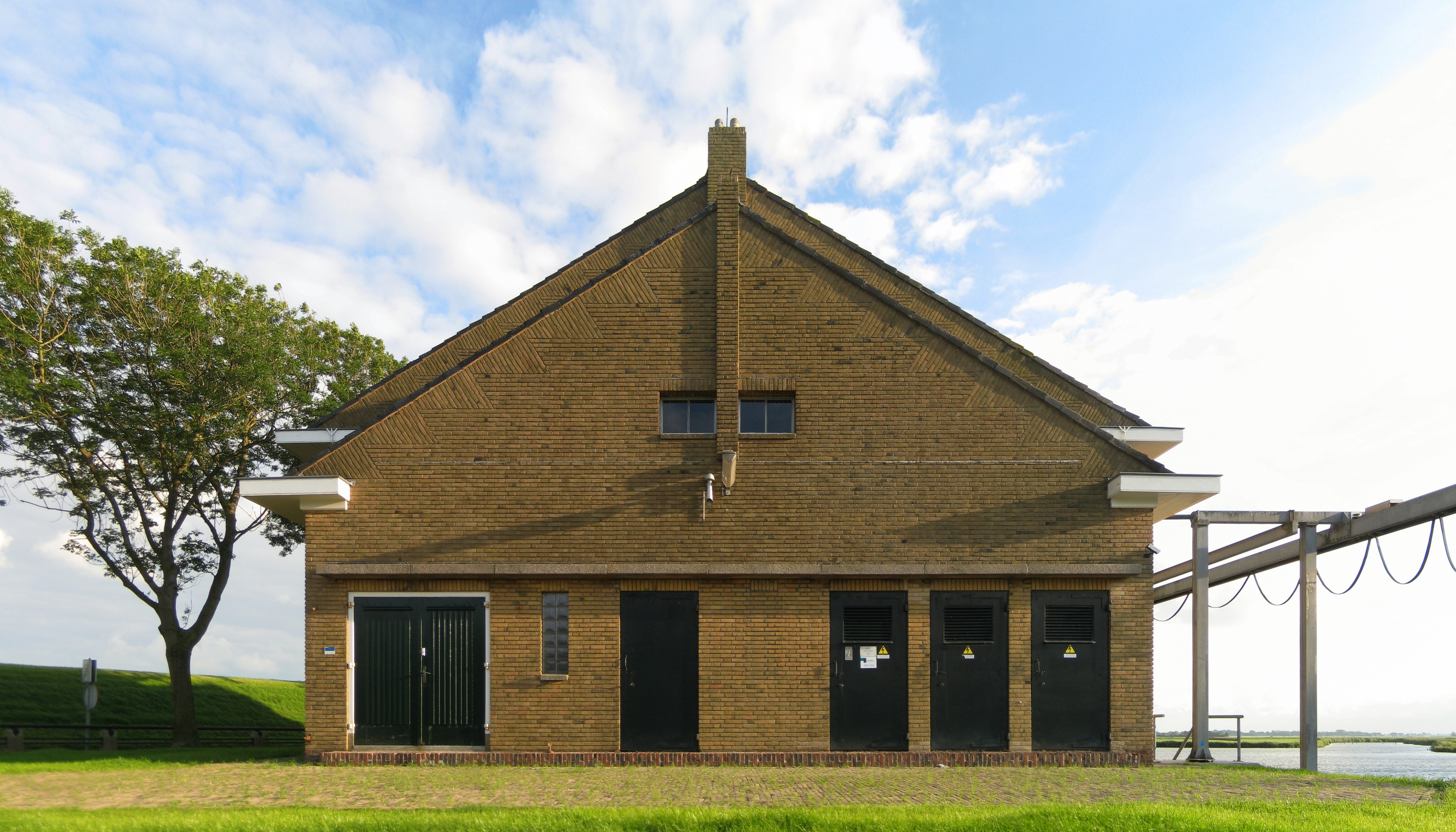
De noordzijde van het gemaal (2012)